# Пеннапьедимонте
Пеннапьедимонте (итал. Pennapiedimonte) — коммуна в Италии, располагается в регионе Абруццо, в провинции Кьети.
Население составляет 548 человек (2008 г.), плотность населения составляет 12 чел./км². Занимает площадь 47 км². Почтовый индекс — 66010. Телефонный код — 0871.
Покровителями коммуны почитаются святой Антоний, святая Бригита, святой Рокко, празднование с 16 по 19 августа.

## Демография
Динамика населения:

## Администрация коммуны
- Официальный сайт: http://www.comune.pennapiedimonte.ch.it Архивная копия от 27 марта 2022 на Wayback Machine